# 吕颐浩
呂頤浩（1071年—1139年），字元直，齐州人，北宋末期及南宋初期人物。

## 生平
早年家境贫寒，頤浩“躬耕以贍老幼”，喜讀書，“一覽輒記，博識警敏”。紹聖元年（1094年）登畢漸榜進士，调北京城安尉。先任密州司戶參軍，其後累遷官職。崇宁二年癸未（1103年）以李清臣荐，赴大名府国子监教授。政和八年（1118年）三月，授直秘阁，再任河北路提举常平等事。。宣和二年（1120年）九月，陞直龙图阁、河北路转运副使。
四年（1122年）隨師道攻燕京（今中國北京市），與遼兵相持於白溝，被命為燕山府路轉運使。宋廷發動燕山之役，頤浩負責軍隊的後勤補給。常勝軍往往「帶折持刃」，威脅頤浩，索取糧食，讓他「每恐不能逃禍」。七年（1125年）曾因將領郭藥師欲降金，而一併被擄至金國，後被放歸，再被命為河北都轉運使。不久因病請辭。靖康元年（1126年）四月，差提举西京嵩山崇福宫。
建炎元年（1127年）六月，陞徽猷閣直學士、知揚州事，奉命修扬州城以备巡幸。。十一月，試戶部侍郎兼權知揚州。二年（1128年）二月，迁户部尚书。十二月，上备御十策：收民心、定庙算、料彼已、选将帅、明斥候、训强弩、分兵器、备水战、控浮桥、审形势。三年（1129年），任同簽書樞密院事、江淮兩浙制置使。同年，苗傅、劉正彥發動兵變，高宗被迫退位，呂頤浩與張浚、劉光世、韓世忠等將領率軍勤王，平定苗劉之亂，迎高宗復位，立下大功，先拜尚書右僕射，復遷左僕射。不久，金兵再度南侵，渡過長江，呂頤浩曾請高宗登船入海避敵。
宋朝立國重文輕武，故相權與軍權乃分。南宋初期，兵馬倥傯，因此有宰相兼領軍權者，呂頤浩即為其一。此時呂頤浩位高權重，“樞府幾無所預，頤浩在位尤顓恣”，因此為人所憚。建炎四年（1130年），浙西制置使韓世忠困金將完顏宗弼於黃天蕩，呂頤浩建議高宗親征，御史中丞趙鼎即以冒進為由上疏，呂頤浩因此請辭，被命為鎮南軍節度、開府儀同三司、醴泉觀使。後改任江東安撫制置大使兼知池州。
紹興元年（1131年），呂頤浩二度拜相，任少保、尚書左僕射、同中書門下平章事兼知樞密院事，與秦檜共相，呂頤浩主外而秦檜主內。紹興二年（1132年），再受命都督江、淮、荊、浙諸軍事，並於鎮江（今中國江蘇省鎮江市）開都督府；此年因韓世忠之駐軍，呂頤浩與朱勝非創立月樁錢（一種賦稅），供給軍用。然其好任用私人，因此排擠秦檜、李綱、李光等人。紹興三年（1133年），呂頤浩再被罷相，任鎮南軍節度使、開府儀同三司、提舉洞霄宮，改特進、觀文殿大學士。其後官職累遷，然已非在權力核心，紹興五年（1135年），封成國公。
紹興九年（1139年），金國歸還黃河以南之地，高宗欲調呂頤浩至陝西鎮守，呂頤浩以老病請辭。後再赴召至臨安（今中國浙江省杭州市），但病未能見到高宗，之後就告歸台州養病，四月初一日去世。朝廷追贈太師，封秦國公，諡忠穆（秦忠穆公）。有文集《忠穆集》、《吕忠穆公奏议》、《燕魏杂记》等，多散佚。後人輯有《忠穆集》傳世。有子五人：吕抗、吕抚、吕拯、吕搢、吕撝。
史載呂頤浩“有膽略，善鞍馬弓劍，當國步艱難之際，人倚之為重。”高宗曾稱許頤浩「躬臨行陣，親冒矢石」。然而頤浩亦好專斷獨行，不理會反對意見。呂頤浩不但自己如此，還鼓勵高宗處事專斷。在私生活上，呂頤浩“喜酒色，侍妾十數，夜必縱飲。”其所創立的月樁錢後來衍生名目眾多，被認為“郡縣橫斂，銖積絲累，江東、西之害尤甚。”

## 家族
其先祖原居滄州樂陵（今中國山東省德州市），後遷齊州（今中國山東省濟南市），呂頤浩即為當地人。曾祖父吕元吉、曾祖母李氏。父吕当、母魏氏。
- 曾祖：呂元吉，累贈太子少保、太子太保
- 曾祖母：李氏，封榮國夫人、追封兗國夫人  (曾祖母滎國夫人李氏贈兖國夫人)
- 祖：呂京，累贈太子少傅、太子太傅
- 祖母：耿氏，崇國夫人、追封徐國夫人      (故祖母崇國夫人耿氏贈徐國夫人)
- 父：呂當，終官宣德郎、累贈太子少師、太子太師
- 母：魏氏，溫國夫人、追封鄆國夫人        (故母温國夫人魏氏贈鄆國夫人)
- 妻：衞氏，嘉國夫人、追封蔡國夫人        (故妻嘉國夫人衛氏贈蔡國夫人)
- 妻：姜氏，和國夫人、追封衛國夫人        (故妻和國夫人姜氏贈衛國夫人)
- 子：吕抗，直秘阁、主管万寿观
- 子：呂摭，終官朝散郎、直秘閣、累贈太中大夫
  - 孫：呂昭亮，終官朝奉大夫、知隆興府事
    - 曾孫：呂夔友，終官從政郎、富陽主簿
      - 玄孫：呂學治，將仕郎
      - 玄孫女：呂氏

## 延伸阅读
[在维基数据编辑]
 《宋史·卷362》，出自脱脱《宋史》